# Isle of Man TT
Isle of Man TT je motociklistična dirka, ki poteka že vse od leta 1907 na britanskem otoku Man. Med sezonama 1949 in 1976 je štela tudi za Svetovno prvenstvo v motociklizmu.

## Zmagovalci po letih
| Leto | 50 cm3 (Ultra-Lightweight TT) | 50 cm3 (Ultra-Lightweight TT) | 125 cm3 (Lightweight TT) | 125 cm3 (Lightweight TT) | 250 cm3 (Lightweight TT) | 250 cm3 (Lightweight TT) | 350 cm3 (Junior TT) | 350 cm3 (Junior TT) | 500 cm3 (Senior TT) | 500 cm3 (Senior TT) | Poročilo |
| Leto | Dirkač                        | Motor                         | Dirkač                   | Motor                    | Dirkač                   | Motor                    | Dirkač              | Motor               | Dirkač              | Motor               | Poročilo |
| ---- | ----------------------------- | ----------------------------- | ------------------------ | ------------------------ | ------------------------ | ------------------------ | ------------------- | ------------------- | ------------------- | ------------------- | -------- |
| 1976 |                               |                               |                          |                          | Tom Herron               | Yamaha                   | Chas Mortimer       | Yamaha              | Tom Herron          | Yamaha              | Poročilo |
| 1975 |                               |                               |                          |                          | Chas Mortimer            | Yamaha                   | Charlie Williams    | Yamaha              | Mick Grant          | Kawasaki            | Poročilo |
| 1974 |                               |                               |                          |                          | Charlie Williams         | Yamaha                   | Tony Rutter         | Yamaha              | Phil Carpenter      | Yamaha              | Poročilo |
| 1973 |                               |                               | Tommy Robb               | Yamaha                   | Charlie Williams         | Yamaha                   | Tony Rutter         | Yamaha              | Jack Findlay        | Suzuki              | Poročilo |
| 1972 |                               |                               | Chas Mortimer            | Yamaha                   | Phil Read                | Yamaha                   | Giacomo Agostini    | MV Agusta           | Giacomo Agostini    | MV Agusta           | Poročilo |
| 1971 |                               |                               | Chas Mortimer            | Yamaha                   | Phil Read                | Yamaha                   | Tony Jefferies      | Yamsel              | Giacomo Agostini    | MV Agusta           | Poročilo |
| 1970 |                               |                               | Dieter Braun             | Suzuki                   | Kel Carruthers           | Yamaha                   | Giacomo Agostini    | MV Agusta           | Giacomo Agostini    | MV Agusta           | Poročilo |
| 1969 |                               |                               | Dave Simmonds            | Kawasaki                 | Kel Carruthers           | Benelli                  | Giacomo Agostini    | MV Agusta           | Giacomo Agostini    | MV Agusta           | Poročilo |
| 1968 | Barry Smith                   | Derbi                         | Phil Read                | Yamaha                   | Bill Ivy                 | Yamaha                   | Giacomo Agostini    | MV Agusta           | Giacomo Agostini    | MV Agusta           | Poročilo |
| 1967 | Stuart Graham                 | Suzuki                        | Phil Read                | Yamaha                   | Mike Hailwood            | Honda                    | Mike Hailwood       | Honda               | Mike Hailwood       | Honda               | Poročilo |
| 1966 | Ralph Bryans                  | Honda                         | Bill Ivy                 | Yamaha                   | Mike Hailwood            | Honda                    | Giacomo Agostini    | MV Agusta           | Mike Hailwood       | Honda               | Poročilo |
| 1965 | Luigi Taveri                  | Honda                         | Phil Read                | Yamaha                   | Jim Redman               | Honda                    | Jim Redman          | Honda               | Mike Hailwood       | MV Agusta           | Poročilo |
| 1964 | Hugh Anderson                 | Suzuki                        | Luigi Taveri             | Honda                    | Jim Redman               | Honda                    | Jim Redman          | Honda               | Mike Hailwood       | MV Agusta           | Poročilo |
| 1963 | Mitsuo Itoh                   | Suzuki                        | Hugh Anderson            | Suzuki                   | Jim Redman               | Honda                    | Jim Redman          | Honda               | Mike Hailwood       | MV Agusta           | Poročilo |
| 1962 | Ernst Degner                  | Suzuki                        | Luigi Taveri             | Honda                    | Derek Minter             | Honda                    | Mike Hailwood       | MV Agusta           | Gary Hocking        | MV Agusta           | Poročilo |
| 1961 |                               |                               | Mike Hailwood            | Honda                    | Mike Hailwood            | Honda                    | Phil Read           | Norton              | Mike Hailwood       | Norton              | Poročilo |
| 1960 |                               |                               | Carlo Ubbiali            | MV Agusta                | Gary Hocking             | MV Agusta                | John Hartle         | MV Agusta           | John Surtees        | MV Agusta           | Poročilo |
| 1959 |                               |                               | Tarquinio Provini        | MV Agusta                | Tarquinio Provini        | MV Agusta                | John Surtees        | MV Agusta           | John Surtees        | MV Agusta           | Poročilo |
| 1958 |                               |                               | Carlo Ubbiali            | MV Agusta                | Tarquinio Provini        | MV Agusta                | John Surtees        | MV Agusta           | John Surtees        | MV Agusta           | Poročilo |
| 1957 |                               |                               | Tarquinio Provini        | Mondial                  | Cecil Sandford           | Mondial                  | Bob McIntyre        | Gilera              | Bob McIntyre        | Gilera              | Poročilo |
| 1956 |                               |                               | Carlo Ubbiali            | MV Agusta                | Carlo Ubbiali            | MV Agusta                | Ken Kavanagh        | Moto Guzzi          | John Surtees        | MV Agusta           | Poročilo |
| 1955 |                               |                               | Carlo Ubbiali            | MV Agusta                | Bill Lomas               | Moto Guzzi               | Bill Lomas          | Moto Guzzi          | Geoff Duke          | Gilera              | Poročilo |
| 1954 |                               |                               | Rupert Hollaus           | NSU                      | Werner Haas              | NSU                      | Rod Coleman         | AJS                 | Ray Amm             | Norton              | Poročilo |
| 1953 |                               |                               | Leslie Graham            | MV Agusta                | Fergus Anderson          | Moto Guzzi               | Ray Amm             | Norton              | Ray Amm             | Norton              | Poročilo |
| 1952 |                               |                               | Cecil Sandford           | MV Agusta                | Fergus Anderson          | Moto Guzzi               | Geoff Duke          | Norton              | Reg Armstrong       | Norton              | Poročilo |
| 1951 |                               |                               | Cromie McCandless        | Mondial                  | Tommy Wood               | Moto Guzzi               | Geoff Duke          | Norton              | Geoff Duke          | Norton              | Poročilo |
| 1950 |                               |                               |                          |                          | Dario Ambrosini          | Benelli                  | Artie Bell          | Norton              | Geoff Duke          | Norton              | Poročilo |
| 1949 |                               |                               |                          |                          | Manliff Barrington       | Moto Guzzi               | Freddie Frith       | Velocette           | Harold Daniell      | Norton              | Poročilo |